# Karl Ridderbusch
Karl Ridderbusch (ur. 29 maja 1932 w Recklinghausen, zm. 21 czerwca 1997 w Wels) – niemiecki śpiewak operowy, bas.

## Życiorys
Kształcił się u Rudolfa Schocka, który odkrył jego talent śpiewaczy podczas konkursu młodych artystów w Düsseldorfie. W latach 1957–1961 studiował w Essen u Clemensa Kaiser-Bremego. Zadebiutował w 1961 roku w Münster, następnie w latach 1963–1965 występował w Essen, a od 1965 roku związany był z Deutsche Oper am Rhein w Düsseldorfie. W 1967 roku jako Hunding w Walkirii wystąpił na festiwalu w Bayreuth, następnie był regularnie gościem tegoż festiwalu do 1977 roku. W 1967 roku rolą Hundinga debiutował także w Metropolitan Opera w Nowym Jorku, gdzie powrócił w 1976 roku jako Hans Sachs w Śpiewakach norymberskich. Gościnnie występował w Paryżu (1967, 1978), Covent Garden Theatre w Londynie (1971, 1973), Wiedniu (od 1968) i na festiwalu w Salzburgu (od 1967). W 1996 roku zakończył karierę sceniczną.
Zdobył sobie międzynarodowy rozgłos jako interpretator ról w operach Richarda Wagnera, m.in. Hagen w Zmierzchu bogów, Król Marek w Tristanie i Izoldzie, Daland w Holendrze tułaczu. Ponadto kreował m.in. role Barona Ochsa w Kawalerze srebrnej róży Richarda Straussa, Borysa Godunowa w Borysie Godunowie Modesta Musorskiego, Doktora w Wozzecku Albana Berga. Wykonywał też role buffo: Bartola w Weselu Figara, Osmina w Uprowadzeniu z seraju, Falstaffa w Falstaffie. Pozostawił po sobie liczne nagrania płytowe.